# Transmission balise-locomotive
La TBL (Transmission balise-locomotive) est un système de répétition des signaux (TBL1/1+) et de signalisation de cabine (TBL2/3) développé par les ACEC (devenus Alstom). Il est utilisé en Belgique ainsi qu'à Hong Kong. Les informations sont transmises par des balises ou par des boucles. Ces appareils émettent en permanence.

## Différentes versions

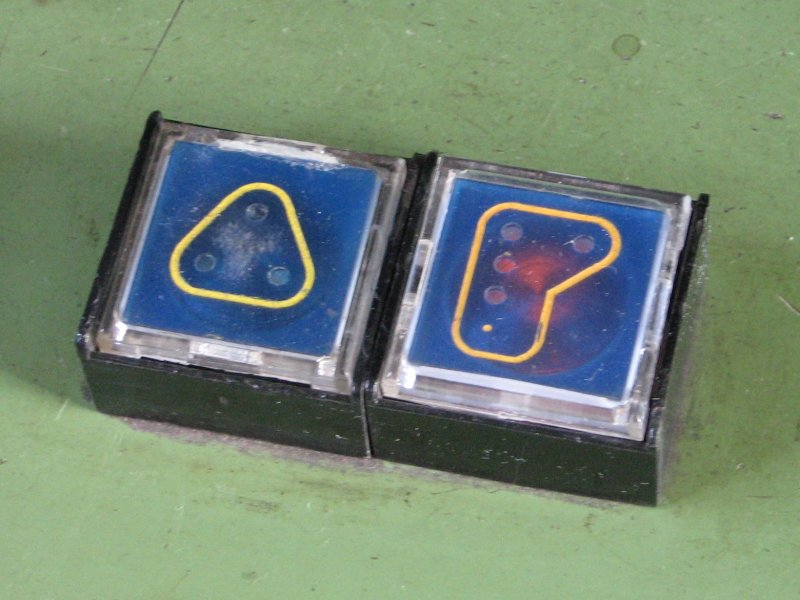
Les boutons-poussoirs TBL 1:
Grand Mouvement (à droite, éclairé) et Petit Mouvement (à gauche)

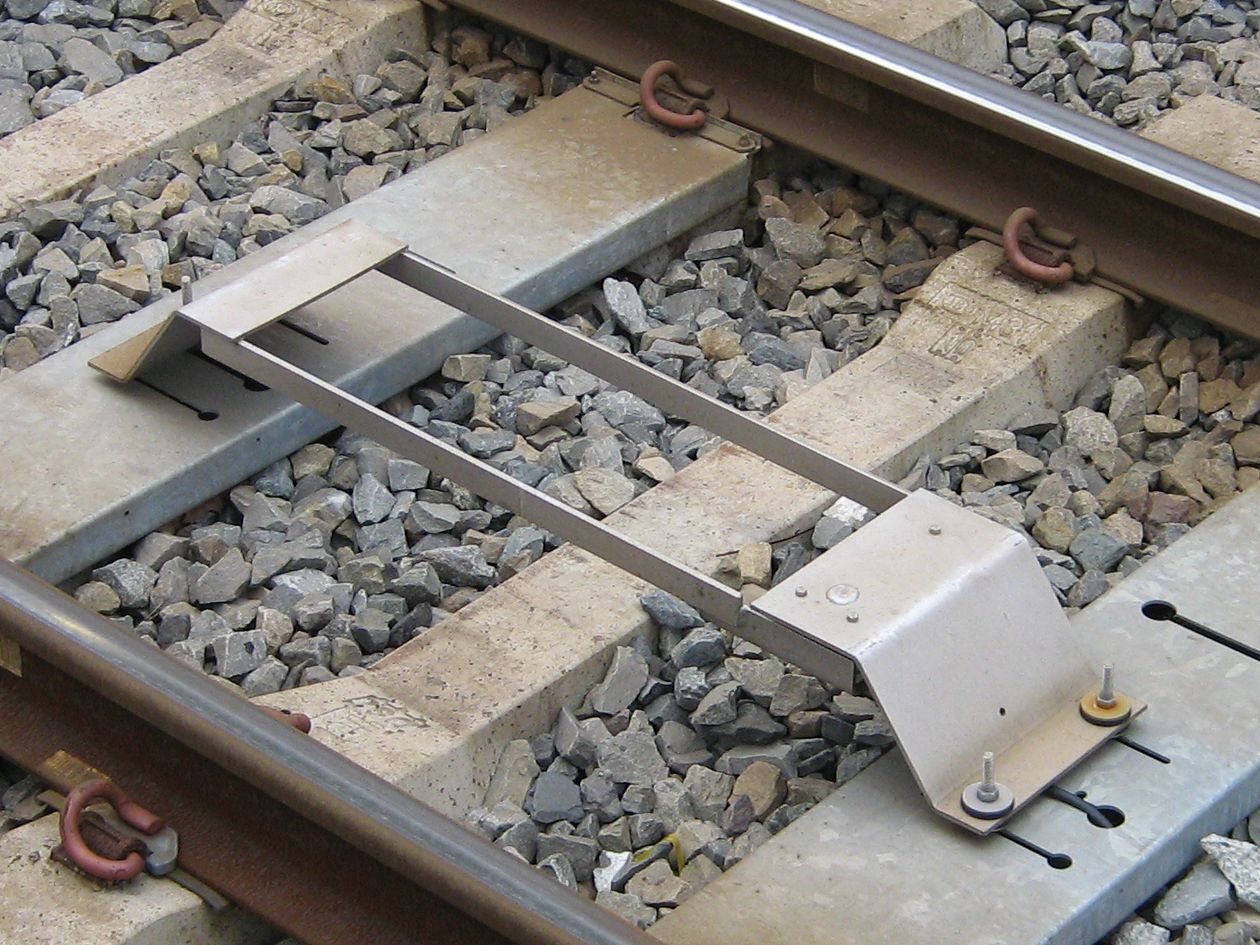
Une balise TBL 1

### TBL 1
Système de répétition des signaux (fonctionnement identique au Memor pour les signaux restrictifs, et au "gong-sifflet" pour les signaux verts) et d'arrêt automatique (fonction STOP) lors du franchissement d'un signal d'arrêt fermé. De plus le genre du mouvement est indiqué au tableau de bord par deux boutons-poussoirs rétro-éclairés.
Le système utilise, en plus des informations fournies par les balises, les impulsions des crocodiles ("gong-sifflet", Memor).

### TBL1+
Système de répétition des signaux reprenant grosso modo les fonctions de la TBL 1 mais utilisant des informations fournies par des eurobalises; il possède une fonction STOP (freinage d'urgence lors du franchissement d'un signal d'arrêt fermé) ainsi qu'un très léger contrôle de la vitesse dans certaines occasions: il vérifie que la vitesse du convoi ne dépasse pas 40 km/h:
- 300 mètres avant un signal à l'arrêt ou ouvert en petit mouvement;
- lors d'une circulation en petit mouvement.

Les boutons-poussoirs Petit et Grand mouvements ne sont plus présents; ils sont remplacés par deux boutons-poussoirs "V<40" (jaune) et "V" (bleu).
Les impulsions des crocodiles sont également utilisées, comme en TBL 1, mais uniquement dans les zones non-TBL 1+.
Son installation est en cours sur toutes les lignes du réseau et tous les engins moteurs, et doit se terminer en 2013.

### TBL 2/3

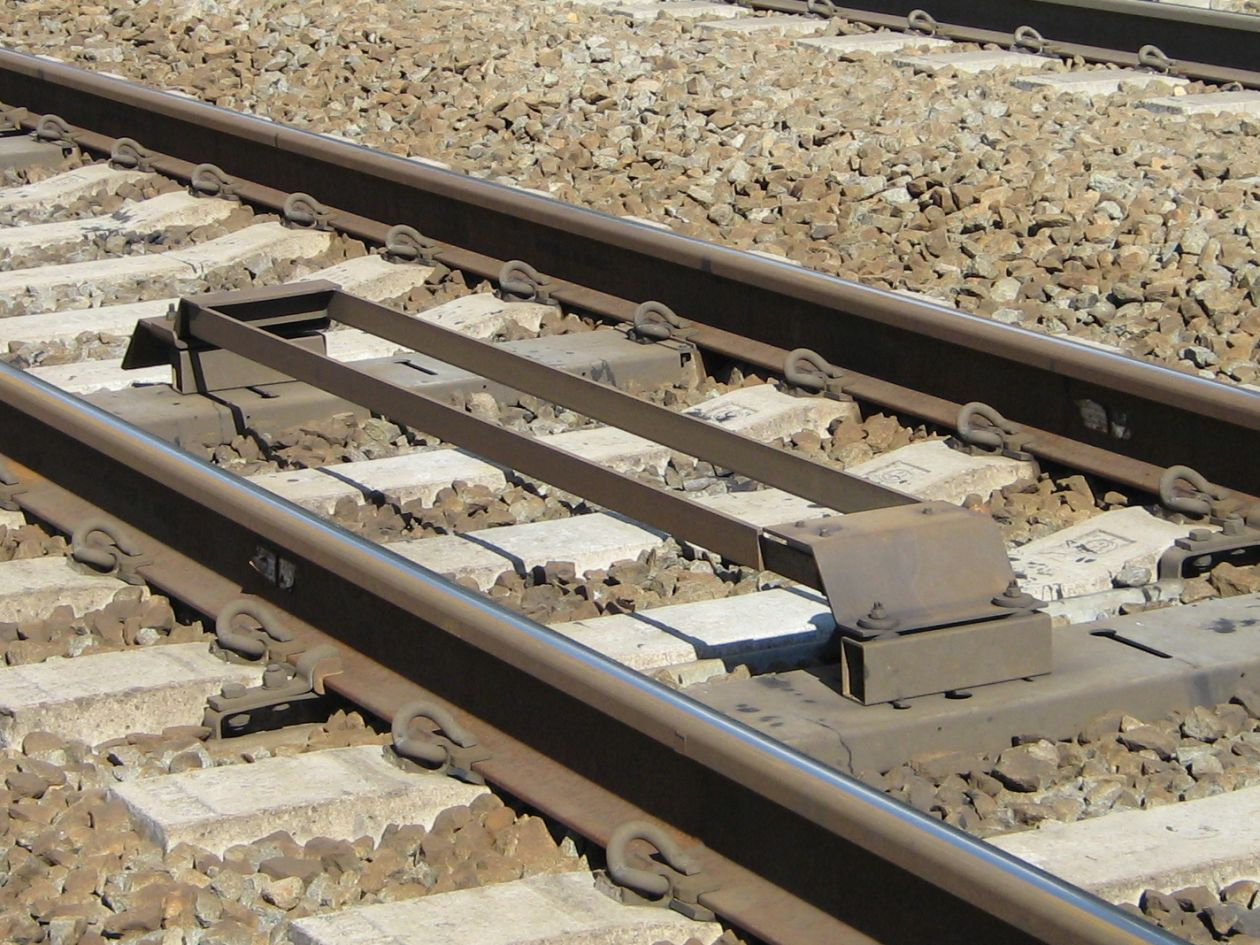
Une balise TBL2 sur la L.2

Système de signalisation de cabine équipant la ligne 2 (Louvain-Ans).
Il était destiné à équiper les L.3 et L.4 mais entretemps, la mise en service de l'ERTMS a été rendue obligatoire sur toute construction de ligne nouvelle, par application de la directive 96/48.
On parle de TBL 2 pour l'équipement embarqué et de TBL 2 ou 3 pour l'équipement au sol suivant que les informations fournies le sont d'après un signal (réel ou fictif) ou envoyées directement d'un poste de block informatisé.
Les balises sont plus longues qu'en TBL1.
Les informations fournies par l'équipement au sol sont:
- l'identification de la balise (de la boucle),
- la distance libre garantie,
- la vitesse maximale autorisée à l'endroit,
- des réductions de vitesse éventuelles,
- la déclivité de la voie.

De plus, des balises techniques transmettent les informations suivantes :
- changement de canal radio (la commutation se fait automatiquement),
- approche d'une zone à franchir avec pantographe(s) abaissés (abaissement automatique en cas d'oubli du conducteur),
- approche d'une zone à franchir avec disjoncteur ouvert (couper-courant; le système réalise les opérations automatiquement),
- fin de zone TBL (le conducteur doit acquitter).

Si la vitesse autorisée est dépassée
- de 5 km/h, le voyant invitation à freiner se mettra à clignoter, et un son tût prolongé retentira, et ce jusqu'à ce que la vitesse redescende en dessous de la vitesse autorisée + 5 km/h ;
- de 10 km/h, le système provoque un freinage d'urgence.

#### Exemple de fonctionnement (fictif)
| Affichage | Explication |
| --------- | --- |
|           | Vitesse plafond : vitesse maximale autorisée (plus petite des vitesses maximales entre celle de la ligne et celle du matériel); ici, c'est 160 km/h. Les afficheurs allumés sont celui de la vitesse-but (nombre 160) et le bargraphe de la vitesse instantanée autorisée (autour de l'indicateur de vitesse). |
|           | Première information : accompagnée d'un son bip, elle est donnée à l'avance pour permettre au conducteur de réaliser de la marche économique ou de freiner anticipativement en cas de mauvaise adhérence. Ici réduction à 90 km/h à 2,7 km. On voit l'allumage du bargraphe de distance-but. |
|           | Deuxième information : accompagnée d'un son tût et de l'allumage fixe du voyant invitation à freiner, elle indique que la vitesse instantanée autorisée va commencer à diminuer (courbe de freinage). L'origine de la zone à 90 km/h se trouve maintenant à 900 mètres. |
|           | Petit à petit, la vitesse autorisée instantanée diminue; elle est ici de 112 km/h, et il reste 300 mètres pour atteindre les 90 km/h. |
|           | Si la vitesse-but clignote, cela signifie qu'une mission plus restrictive suivra celle en cours. L'“apparition„ du clignotement est accompagnée d'un son bip (c'est une première information, même si elle est cachée). |
|           | On se trouve maintenant dans la zone à 90 km/h. Si la vitesse but clignotait, on ne verra pas cet affichage mais bien celui d'une mission plus restrictive (moins que 90km/h dans ce cas-ci). |
|           | Fin de la zone à vitesse réduite: on peut reprendre la vitesse (160 km/h); le système tient compte de la longueur du convoi. Cet affichage est accompagné d'un son bip. |
|           | Première information: cette fois-ci, c'est une mission d'arrêt (vitesse-but égale à zéro). Comme le bargraphe de distance-but n'est pas suffisant pour indiquer celle-ci, elle est donnée en chiffres dans le voyant au-dessus: 4,9 km. |
|           | Comme pour la réduction à 90 km/h, une deuxième information apparaît, accompagnée d'un son tût et de l'allumage fixe du voyant invitation à freiner. Ensuite la vitesse instantanée autorisée diminuera progressivement. |
|           | Lorsque la vitesse instantanée autorisée atteint 15 km/h, ou que la distance jusqu'au signal ou repère imposant l'arrêt devient inférieure à 200 mètres, la vitesse autorisée instantanée reste à 15 km/h, et deux leds rouges en bas du bargraphe de distance-but s'allument à la place de celui-ci: c'est la zone talon; ces deux leds rouges indiquent au conducteur de “regarder dehors„ pour l'approche finale du signal ou du repère fermé. |
|           | Dans le cas du franchissement d'un signal ou d'un repère permissif, la mission "marche à vue" est indiquée par l'allumage de 9 tirets horizontaux dans l'afficheur de vitesse-but. La vitesse maximale autorisée qui est de 40km/h n'est pas affichée. |